# 奧孔斯克

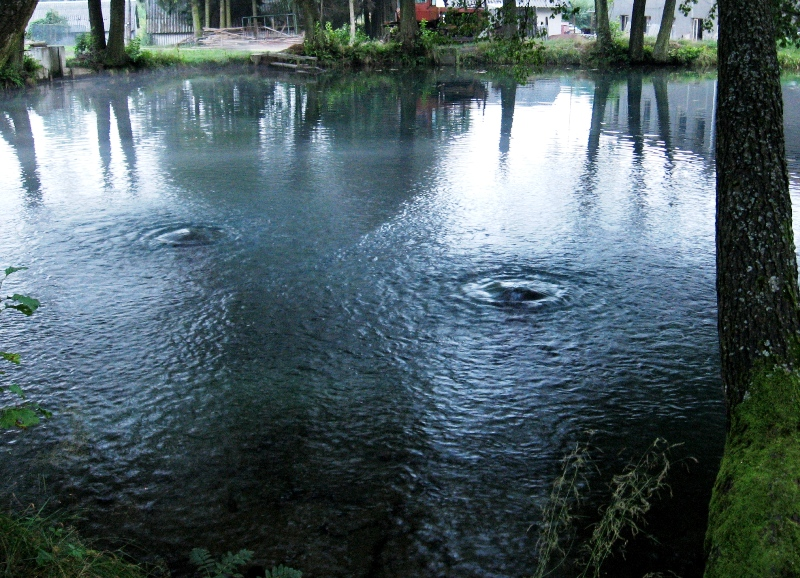

奧孔斯克（烏克蘭語：Оконськ）是位於烏克蘭西北部的村莊，由沃倫州裡卡明-卡希爾斯基區的馬內維奇市鎮負責管轄。該村處於奧金卡河畔，面積2.35平方公里，海拔高度176米，2001年人口1,229。
51°15′7″N 25°31′24″E / 51.25194°N 25.52333°E